# Sporting Union agenais omnisports
Pour les articles homonymes, voir Sporting Union Agen.
Le Sporting Union agenais est un club omnisports français basé à Agen.

## Histoire
Le club du Sporting Union agenais est fondé en 1908, issu de la fusion du Sporting Club agenais, club de rugby à XV, et de l'Union sportive agenaise, club de cyclisme.

## Sections
- Athlétisme
- Football : Sporting Union Agen football
- Natation
- Pelote basque
- Rugby à XV : Sporting Union Agen Lot-et-Garonne
- Tennis
- Tennis de table
- Triathlon